# Géométrie moléculaire prismatique trigonale capée
La géométrie moléculaire prismatique trigonale capée ou géométrie moléculaire prismatique trigonale coiffée est la géométrie des molécules dans lesquelles sept atomes ou groupes d'atomes ou ligands sont disposés autour d'un atome central en définissant les arêtes d'un prisme triangulaire augmenté. Cette forme a une symétrie C2v et est l'une des trois formes courantes pour les complexes de métaux de transition heptacoordonnés, avec la bipyramide pentagonale et l'octaèdre capé,.
Des exemples de géométrie moléculaire prismatique trigonale capée sont les ions heptafluorotantalate (TaF72−) et heptafluoroniobate (NbF72−),.